# پانگویی پولی
پانگویی پولی (به اسپانیایی: Panguipulli) یک بخش (کمون) در شیلی است که در والدیویا واقع شده‌است.

## خصوصیات
پانگویی پولی ۳٬۲۹۲٫۱ کیلومترمربع مساحت و ۳۲٬۵۲۵ نفر جمعیت دارد و ۱۳۰ متر بالاتر از سطح دریا واقع شده‌است.